# 殷良弼
殷良弼（1894年—1982年），男，江苏无锡人，中国林学家、林业教育家，北京林学院教授，曾任中国林学会常务理事。